# Хабиби (азербайджанский поэт)
Хабиби (азерб. Həbibi, حبیبی) — азербайджанский поэт конца XV — начала XVI века, писавший на родном азербайджанском языке. Хабиби является псевдонимом поэта, настоящее имя неизвестно. Считается одним из крупных поэтов своего времени.

## Биография
Родился около 1470 года в селе Баргюшад (ныне Уджарский район Азербайджана). По другой версии Хабиби был родом из Геокчая. В юности был пастухом. Воспитывался при дворе правителя Султана Ягуба, а после смерти правителя жил при дворе шаха Исмаила Хатаи и носил титул «царя поэтов» («мелик аш-шуара»). Последние годы жизни провёл в Турции. Скончался в 1520 году.

## Творчество
Хабиби является автором газелей светского, гуманистического содержания. Их отличает свежесть образов, эмоциональность и чеканность поэтического слова. Известно около 40 его произведений. Хабиби считается высокообразованным для своего времени человеком. Он продолжал традиции Насими, чья лирическая поэзия и идеи оказали большое влияние на поэта. Хабиби также оказал значительное влияние на развитие азербайджанской поэзии и творчество таких поэтов, как Физули и др.